# Polyák Ferenc
Polyák Ferenc (Kecskemét, 1945. március 4. – 2013. augusztus 31.) magyar fafaragó.

## Életpályája
Földműves családból származott, Matkón az "öreg iskolába" és Kecskeméten a Piarista gimnáziumba járt. Meghatározó élményeket szerzett a pásztorkodás és más mezőgazdasági munkák végzése során. Végzett néprajzi gyűjtéseket, népi együttest szervezett, szakkört vezetett, fafaragást tanított. Gyermekkora óta foglalkozott fafaragással, először a mindennapi használati tárgyakat díszítette, később már szobrokat és domborműveket is faragott. Baltával és vésővel dolgozott, a keményebb fafajtákat kedveli (diófa, szilfa( ahogy Ő nevezi:paraszt márvány), tölgyfa, vadkörtefa), témáit leggyakrabban a népi életből vette. Munkásságáról portréfilm is készült "Pusztai faragó ember" címmel. Kecskeméthez tartozó matkópusztai tanyáján élt. Több munkája is megtalálható a megyeszékhelyen működő Naiv Művészek Múzeumában.

## Idézetek
A Rockenbauer Pál által szerkesztett Kisvasutak Magyarországon - Kecskeméti Kisvasút című 1971-es filmben Polyák Ferenc így vallott munkásságáról:
"Namost, hogy az ember ezt faragja, állandóan ösztönöz valami, megfog. Vagy egy fájdalom, szomorúság, vagy valami bánat, vagy hallok ősi, régi történeteket az itt élt betyárokról. Namost ezek a történetek, babonás históriák, mindenféle pletyka, elbeszélés, ami itt történik, fiatal lányok, legények vagy idősebb emberek mind belekerülnek a faragásba, formát adok nekik. Érzem azt, hogy így élnek tovább ezek az emberek."
Weöres Sándor Szekér Endrének írott versében így írt róla:"
```
"Polyák Ferit köszöntsd nevembe,
 keze alatt a szép csodák 
 öltöznek fa-redőzetekbe,
 faragott-vésett bibliák."
```

Egy másik versben pedig Rónay György a következőket írja:"
```
"Az emberek elmúlnak, a fák sorra kidőlnek,
 Tűnődik, mit tehet, hogy itt marassza őket.
 Így jár-kel a világban. A kezében szekerce,
 Hogy a múlandót mégis maradóbbá teremtse."
```

## Díjai, elismerései
- Népművészet Mestere díj, 1987.[7]
- Bács-Kiskun megye Művészeti díja, 2000.[8]
- Katona József-díj, 2009.[9]

## Munkái
- Férfifej, 1977, Mórahalom[10]
- Fafej, 1979, Zánka[11]
- A kétarcú ember, 1979., Bugac[12]
- Férfi és nő, 1979., Bugac[13]
- Alföldi Madonna, 1998, Szank[14]
- Kőrösi Csoma Sándor emlékét idéző kopjafa, 1992, Dunaharaszti[15]
- Horgász ,1996, Bácsbokod[16]
- Jelkereszt és Jelharang, 1998. és 1999., Inárcs[6]
- Solt fejedelem szobra, 2000., Solt[17]
- Kossuth Lajos szobra, 2001., Bellefosse (Franciaország)[18]
- Szabadtéri oltár, 2001., Kecskemét[19]
- Balla Károly szobra, 2002., Csévharaszt[20]
- Szent István fejszobra, 2005., Sajópálfala[21]
- Kopjafa, 2006, Kecskemét[22]
- Szent István szobra, Tiszaújfalu[23]
- Kossuth Lajos szobor Monok[24]
- Petőfi Sándor és szülei szobra, Dömsöd[25]
- Kapisztrán János szobra, Kiskunmajsa[26]
- Szent István szobra, Solt
- Szent Imre kereszt, Soltszentimre[27]
- Bálint Sándor sírkeresztje, Szeged[28]
- Parasztpolgárok, Inárcs[29]
- Férfiportré, Dunavecse[30]
- Feszület, Lakitelek[31]
- Arcok, Marcali[32]
- Kopjafa, Isonzó-völgy (Olaszország)[33]
- Kopjafa, Hernádszurdok[34]